# Nguyễn Văn Giàu (chuẩn tướng)
Nguyễn Văn Giàu (sinh 1932), nguyên là một sĩ quan Bộ binh cao cấp của Quân lực Việt Nam Cộng hòa, cấp bậc Chuẩn tướng. Ông xuất thân từ trường Sĩ quan Trừ bị được Chính phủ Quốc gia mở ra ở miền Nam Việt Nam nhằm đào tạo sĩ quan cho Quân đội Quốc gia Việt Nam thời Cựu Hoàng Bảo Đại làm Quốc trưởng kiêm Tổng chỉ huy quân đội, để phục vụ trong Quân đội Liên hiệp Pháp. Ra trường, ông được chọn về phục vụ đơn vị Bộ binh một thời gian dài. Sau đó biệt phái sang Bộ Nội vụ và được đảm trách chức vụ cao trong Bộ Tư lệnh Cảnh sát Quốc gia.

## Tiểu sử & Binh nghiệp
Ông sinh vào tháng 3 năm 1932, trong một gia đình thương nhân khá giả tại Rạch Giá, Kiên Giang, miền tây Nam phần Việt Nam. Thiếu thời ông học Tiểu học tại Rạch Giá. Sau đó lên Cần Thơ theo chương trình Trung học. Năm 1952, ông tốt nghiệp Trung học chương trình Pháp tại Cần Thơ với văn bằng Tú tài bán phần (Part I).

### Quân đội Quốc gia Việt Nam
Cuối tháng 3 năm 1953, thi hành lệnh động viên, ông nhập ngũ vào Quân đội Quốc gia, mang số quân: 52/120211. Theo học khóa 3 Đống Đa tại trường Sĩ quan Trừ bị Thủ Đức, khai giảng ngày 1 tháng 4 năm 1953. Ngày 1 tháng 12 năm 1953 mãn khóa tốt nghiệp với cấp bậc Thiếu úy. Ra trường, ông được chọn về đơn vị Bộ binh với chức vụ Trung đội trưởng trong Tiểu đoàn Việt Nam

### Quân đội Việt Nam Cộng hòa
Cuối năm 1955, sau cuộc trưng cầu dân ý, Thủ tướng Ngô Đình Diệm đắc cử Tổng thống, đặt ra nền Đệ nhất Cộng hòa và đổi tên Quân đội Quốc gia thành Quân đội Việt Nam Cộng hòa, ông chuyển sang phục vụ cơ cấu quân đội mới, được cử làm Đại đội phó trong Tiểu đoàn Khinh binh. Năm 1957, ông được thăng cấp Trung úy giữ chức vụ Đại đội trưởng.
Đầu năm 1961, ông được thăng cấp Đại úy và được cử làm Tiểu đoàn trưởng Tiểu đoàn Bộ binh. Đến đầu tháng 2 năm 1964, sau cuộc Chỉnh lý nội bộ ngày 30 tháng 1 với các tướng lãnh trong Hội đồng Quân nhân Cách mạng để lên nắm quyền lãnh đạo của tướng Nguyễn Khánh, ông được thăng cấp Thiếu tá và được cử giữ chức vụ Trưởng phòng 2 trong Bộ Tư lệnh Quân đoàn III.
Giữa năm 1968, sau trận Mậu thân đợt 2 ông được thăng cấp Trung tá tại nhiệm, sau đó thuyên chuyển ra Vùng 1 Chiến thuật giữ chức vụ Trưởng phòng 2 trong Bộ tư lệnh Quân đoàn I.

## Biệt phái qua Bộ Nội vụ
Ngày Quốc khánh Đệ Nhị Cộng hòa 1 tháng 11 năm 1972, ông được thăng cấp Đại tá tại nhiệm. Sau đó chuyển về Sài gòn, ông được biệt phái sang Bộ Nội vụ đảm nhiệm chức vụ Phụ tá Đặc biệt cho Chuẩn tướng Nguyễn Khắc Bình đương nhiệm Tư lệnh Cảnh sát Quốc gia.

## 1975
Đầu tháng 2, ông được thăng cấp Chuẩn tướng Cảnh sát tại nhiệm.
Ngày 30 tháng 4, ông cùng gia đình di tản khỏi Việt Nam. Sau đó sang định cư tại California, Hoa Kỳ.